# Wil Conrad
Wil Conrad (Amsterdam, 27 oktober 1939 - Amstelveen, 30 november 2021) is een Nederlands voormalig voetballer die als doelman uitkwam voor Blauw-Wit, PEC en SC Heracles.

## Statistieken
| Seizoen | Club        | Land      | Competitie       | Wed. | Goals |
| ------- | ----------- | --------- | ---------------- | ---- | ----- |
| 1958/59 | Blauw-Wit   | Nederland | Eredivisie       | 1    | 0     |
| 1959/60 | Blauw-Wit   | Nederland | Eredivisie       | 2    | 0     |
| 1960/61 | Blauw-Wit   | Nederland | Eerste divisie   | –    | 0     |
| 1961/62 | Blauw-Wit   | Nederland | Eredivisie       | 34   | 0     |
| 1962/63 | Blauw-Wit   | Nederland | Eredivisie       | 2    | 0     |
| 1963/64 | PEC         | Nederland | Tweede divisie B | –    | 0     |
| 1964/65 | PEC         | Nederland | Tweede divisie A | –    | 0     |
| 1965/66 | SC Heracles | Nederland | Eredivisie       | 10   | 0     |
| Totaal  | Totaal      | Totaal    | Totaal           | 48   | 0     |